# Ouvrage porteur

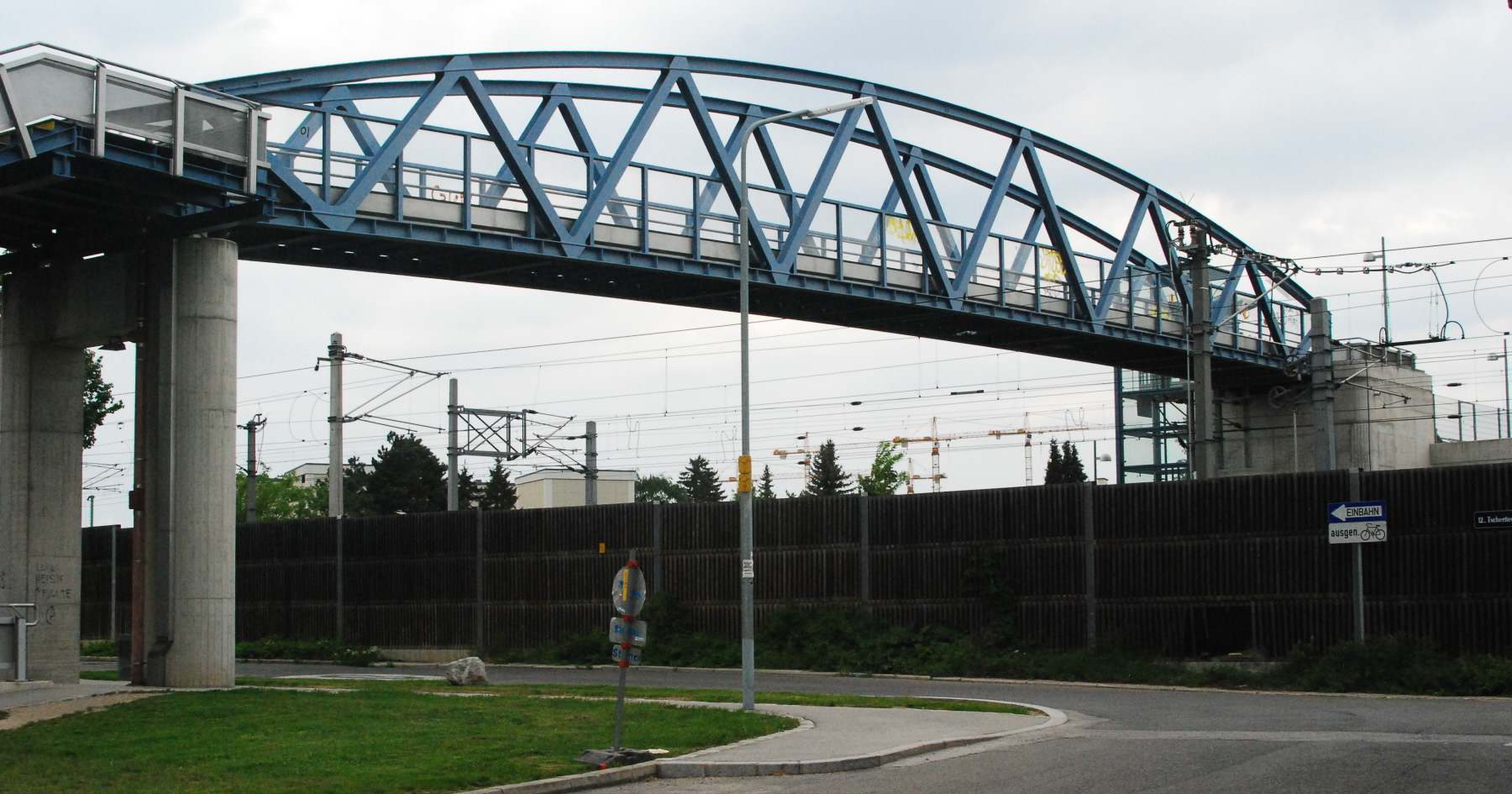
Photographie de la structure porteuse d'un pont en arc de type Nielsen (breveté par Octavius F. Nielsen en 1926): le pont « Eibesbrunnersteg » à Vienne. Il s'agit d'une combinaison d'une structure à surface plane et d'un système réticulé spatial comme superstructure, ce système intégrant non seulement des barres droites mais également des éléments arqués. Il s'agit d'une construction acier/béton armé.

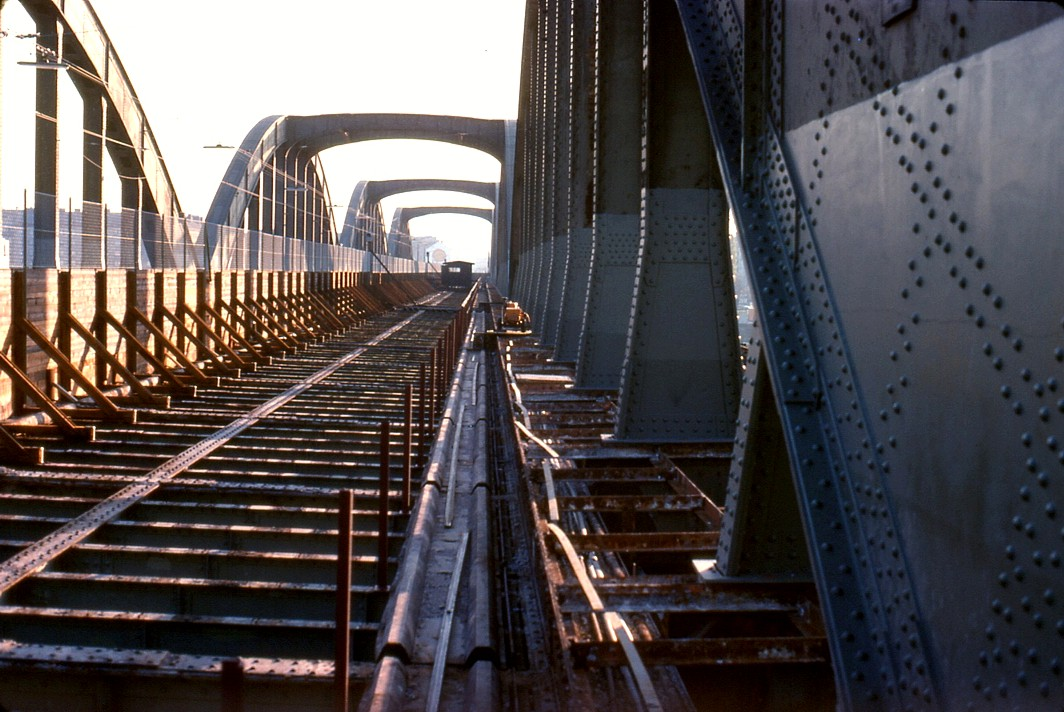
Un regard direct sur la structure porteuse d'un pont en acier : le « » à Vienne.

Dans la construction, les expressions ouvrage porteur ou structure porteuse désignent l'ensemble des systèmes d'éléments soumis à des contraintes statiques, qui sont cruciaux pour la stabilité des constructions.
La structure porteuse d'un bâtiment consiste généralement en planchers, poutrelles, éléments d'ossature verticaux ponctuels (tels colonnes et poteaux), parois structurelles (tels murs, arcs et fondations).

## Subdivision
L'ingénierie des structures connaît deux grands groupes de structures :
1. Système réticulé : expression collective désignant les structures constituées d'éléments de construction dont les longueurs sont très grandes par rapport à leurs autres dimensions.
  - barre chargées principalement dans le sens longitudinal de l'axe ;
  - poutres chargées principalement dans le sens transversal à l’axe.
  - portiques constitués de barres et/ou poutres ;
  - treillis, système réticulé plan constitué de triangles (indéformables) juxtaposés ;
  - Fermes de charpentes.
2. Structures surfaciques : expression collective désignant les structures constituées d'éléments de construction dont les épaisseurs sont très faibles par rapport à leurs autres dimensions (voiles minces, dalles minces, parois minces:
  - les structures surfaciques planes sont composées de plaques et des disques (de). Les structures surfaciques spatiales qui en sont composées sont appelées structures plissée (de) ;
  - Les structures surfaciques courbes sont des coques, des réseaux de câbles (de) ou des membranes (de) ou sont constituées de plusieurs d'entre eux.

## Lignes directrices
- DIN 1045 – Structures en béton, béton armé
- Série d'Eurocodes :
  - Eurocode 0 – EN 1990 – Bases de calcul des structures
  - Eurocode 1 – EN 1991 – Actions sur les structures
  - Eurocode 2 – EN 1992 – Calcul des structures en béton
  - Eurocode 3 – EN 1993 – Calcul des structures en acier
  - Eurocode 4 – EN 1994 – Calcul des structures mixtes acier-béton
  - Eurocode 5 – EN 1995 – Conception et calcul des structures bois
  - Eurocode 6 – EN 1996 – Calcul des ouvrages en maçonnerie
  - Eurocode 7 – EN 1997 – Calcul géotechnique
  - Eurocode 8 – EN 1998 – Calcul des structures pour leur résistance aux séismes
  - Eurocode 9 – EN 1999 – Calcul des structures en aluminium